# Rumunský holokrký rejdič
Rumunský holokrký rejdič (anglicky: Romanian Bare or Naked) je rumunské plemeno holuba, řazené mezi rejdiče. Podobné mutace holostí jsou u holubů poměrně časté, přesto je rumunský holokrký rejdič jedinečný právě svým lysým krkem, který nemá žádné jiné holubí plemeno. Jedná se o výborného letce a schopného rodiče s vitální a energickou povahou, ale i tak se nejedná o příliš známé plemeno, naopak, patří mezi ty vzácnější.

## Historie
Rumunský holokrký rejdič vznikl, jak již název napovídá, v Rumunsku a to v pozdním středověku. V té době bylo Rumunsko rozděleno na tři knížectví; Valašsko, Moldávie a Sedmihradsko. První dvě knížectví byla závislá na Osmanské říši a to poslední spíše na Uhrách. Na rumunského holokrkého rejdiče měla největší vliv právě Osmanská říše. Právě z míst tehdejší Osmanské říše pocházeli předci tohoto holuba. První oficiální zmínka o rumunském holokrkém rejdiči je z roku 1899, kdy jej popsal maďarský časopis Szarnysainkt. Původně se tito holubi využívali ke sportovně-leteckým účelům a přestože dobré letové schopnosti jim zůstali, dnes je uvidíme jen jako výstavní.
Protože se jedná o málo rozšířené plemeno holuba, nejčastěji jej uvidíme v jeho zemi původu, Rumunsku, a v Maďarsku. Vyhlášené chovy má ale i Německo a Česko na tom s populací také není špatně.

## Vzhled
Rumunský holokrký rejdič je středně velký holub s nízko neseným tělem a charakteristickým lysým krkem. Hlava je široká, mírně zaoblená a dobře opeřená. Přechod mezi holým krkem a opeřenou hlavou je poměrně výrazný, někdy až nevzhledný. Oči jsou kulaté, většinou se žlutými duhovkami. Obočnice jsou nenápadné, zobák je středně dlouhý světle oranžové barvy. Krk je středně dlouhý, poněkud prohnutý dozadu a především naprosto holý. Hruď je široká, záda středně dlouhá a křídla naopak velmi dlouhá s širokým rozpětím.
Nejedná se o příliš pestré plemeno holuba, má pouze čtyři zbarvení: červené, červenopruhé, žlutopruhé a červené kapraté. Občas se vyskytuje i žluté kapraté.

## Chov
Toto plemeno holuba nevyžaduje příliš velký holubník, ale protože se jedná o aktivní a energického ptáka, je vhodné, aby měl dostatek prostoru, kde se může proletět. Krmení pro ně by mělo obsahovat čirok, pšenici, proso, hrách nebo jiné menší komodity. Pokud zvolíme směs ze zverimexu, je vhodné vybrat speciální směs pro krátkozobé aktivní holubi.
Jedná se o dobré rodiče, kteří svá vejce sami vysedí a následně se o mladé starají. Přestože se to může zdát zvláštní, mláďata rumunských holokrkých rejdičů se vyvíjejí s normálně opeřeným krkem. Pera na krku začnou vypadávat až při prvním přepeřování, kdy folikuly brk uschnou a následkem toho pera začnou vypadávat. Velikost kroužku pro samce i samice je 7 mm.